# Älgåstjärnen
Älgåstjärnen är en sjö i Timrå kommun i Medelpad och ingår i Indalsälvens huvudavrinningsområde.